# Семйонкі (Куявсько-Поморське воєводство)
Семйонкі (пол. Siemionki) — село в Польщі, у гміні Єзьора-Великі Моґіленського повіту Куявсько-Поморського воєводства.
Населення — 181 особа (2011).
У 1975-1998 роках село належало до Бидгощського воєводства.

## Демографія
Демографічна структура станом на 31 березня 2011 року:
|          | Загалом | Допрацездатний вік | Працездатний вік | Постпрацездатний вік |
| -------- | ------- | ------------------ | ---------------- | -------------------- |
| Чоловіки | 47      | 7                  | 34               | 6                    |
| Жінки    | 134     | 8                  | 66               | 60                   |
| Разом    | 181     | 15                 | 100              | 66                   |